# Comité national pour la mémoire et l'histoire de l'esclavage
Le comité pour la mémoire et l'histoire de l'esclavage  est une institution française ayant existé entre 2004 et 2019.

## Historique
Le « comité pour la mémoire de l'esclavage » est institué en France par le décret du 5 janvier 2004, pris en application de l'art. 4 de la loi du 21 mai 2001, qualifiant l’esclavage et la traite négrière transatlantique de crime contre l'humanité. Il rend son premier rapport le 12 avril 2005,, au moment de l'Affaire Olivier Grenouilleau. Il est publié, six mois plus tard, sous le nom Mémoires de la traite négrière, de l’esclavage et de leurs abolitions.
Le 6 mai 2009, le comité est renommé par décret « comité pour la mémoire et l'histoire de l'esclavage », et ses missions sont revues.
Le 13 novembre 2019, il est supprimé, ses missions étant reprises par la Fondation pour la mémoire de l'esclavage.

## Missions
Les missions du Comité ont été définies par le décret du 5 janvier 2004 :
- proposer au Premier ministre la date de la commémoration annuelle, en France métropolitaine, de l'abolition de l'esclavage ;
- proposer aux ministres chargés de l'intérieur, de la culture et de l'outre-mer :
  - l'identification des lieux de célébration et de mémoire sur l'ensemble du territoire national,
  - des actions de sensibilisation du public ;
- proposer aux ministres chargés de l'éducation nationale, de l'enseignement supérieur et de la recherche :
  - des mesures d'adaptation des programmes d'enseignement scolaire,
  - des actions de sensibilisation dans les établissements scolaires,
  - des programmes de recherche en histoire et dans les autres sciences humaines dans le domaine de la traite ou de l'esclavage.

Ces missions ont été revues par le décret du 6 mai 2009 :
- assister de ses avis et recommandations le Gouvernement sur les questions relatives à la recherche, l'enseignement, la conservation, la diffusion ou la transmission de l'histoire et des mémoires de la traite, de l'esclavage et de leur abolition ;
- faire des propositions et des recommandations au Premier ministre et aux membres du Gouvernement concernant, notamment :
  - Les commémorations,
  - Les événements nationaux ou internationaux liés à l'histoire de la traite, de l'esclavage et de leur abolition,
  - L'identification des lieux de mémoire, des institutions, des musées, des centres d'interprétation et des structures de recherche relatifs à ces thèmes ainsi que leur mise en réseau, y compris avec leurs homologues étrangers,
  - Les actions de sensibilisation et de diffusion et les ressources documentaires pour mieux faire connaître l'histoire de la traite, de l'esclavage et de leur abolition, leur patrimoine archivistique et muséal, leur héritage, auprès du public le plus large, en particulier du public scolaire,
  - Les initiatives communes aux États de l'Union européenne, et aux autres États concernés par la traite et l'esclavage, afin de favoriser les recherches, leur vulgarisation, et des commémorations partagées,
  - Le recueil d'éléments et les travaux de toute nature liés à la mémoire de la traite et de l'esclavage ;
- apporter son expertise au Premier ministre ou au Gouvernement pour l'étude d'un projet, la conception d'une manifestation ou d'un colloque et pour toute autre action de communication, d'information et de sensibilisation.

## Composition
Le conseil est composé de douze membres, choisis à l'origine « en considération de leurs travaux de recherche dans le domaine de la traite ou de l'esclavage », « de leur activité associative pour la défense de la mémoire des esclaves », et « de leur connaissance de l'outre-mer français », et depuis le 6 mai 2009, « en raison de leurs compétences et de leur expérience en matière de recherche, d'enseignement, de conservation, de diffusion ou de transmission de l'histoire et des mémoires de la traite, de l'esclavage et de leur abolition ».
La composition initiale du comité a été fixée par décret le 15 janvier 2004.
- Jean-Godefroy Bidima, directeur de programme au Collège international de philosophie.
- Marcel Dorigny, maître de conférences au département d'histoire de l'université Paris-VIII - Saint-Denis.
- Nelly Schmidt, chercheuse au CNRS.
- Françoise Vergès, professeure à l'université de Londres.
- Henriette Dorion-Sébéloué, présidente de l'Union des Guyanais et des amis de la Guyane, présidente du Comité national de liaison des associations du souvenir.
- Christiane Falgayrettes-Leveau, présidente de l'Association des amis du musée Dapper.
- Serge Hermine, président de l'Association des descendants d'esclaves noirs et de leurs amis ; remplacé le 30 janvier 2007 par Anne Lescot, cofondatrice et directrice de l'association Collectif 2004 Images pour la promotion de la culture haïtienne[12].
- Pierrick-Serge Romana, président du Comité marche du 23 mai 1998 ; remplacé le 30 janvier 2007 par Roger Botte, anthropologue, membre du comité de rédaction de l'association Les Anneaux de la mémoire[12]; lui-même remplacé le 13 février 2008 par Léa de Saint-Julien, artiste[13].
- Maryse Condé, écrivain ; remplacée le 13 février 2008 par Eric Mesnard, professeur d'histoire-géographie[13].
- Fred Constant, recteur de l'université Senghor d'Alexandrie.
- Gilles Gauvin, enseignant.
- Claude-Valentin Marie, sociologue.

Le conseil est ensuite renouvelé tous les 3 ans. En 2016, il était composé des personnes suivantes :
- Frédéric Régent, maître de conférences en histoire à l’université de Paris 1 Panthéon-Sorbonne, Président ;
- Anne Angles, agrégée d’histoire, professeur d’histoire-géographie ;
- Marie-France Astégiani, auteure ;
- Patricia Beauchamp Afadé, coordinatrice de l’association Les Anneaux de la mémoire ;
- Anne Lafont, maître de conférences en histoire de l’art, Université Paris-Est Marne-la-Vallée ;
- Annick Notter, conservatrice du patrimoine, directrice du Musée du Nouveau Monde de La Rochelle ;
- Mme Audrey Célestine, docteure en science politique de l'IEP de Paris ;
- Bernadette Rossignol, généalogiste, agrégée d’espagnol, association Généalogie et Histoire de la Caraïbe ;
- Bernard Gainot, maître de conférences honoraire de l’université de Paris 1 Panthéon-Sorbonne, association pour l’étude de la colonisation européenne (APECE) ;
- Emmanuel Gordien, maître de conférences en médecine, vice-président association Comité pour la marche du 23 mai 1998 (CM98) ;
- Bruno Maillard, docteur en histoire, chargé de cours Université Paris-Est Créteil, chercheur associé au CRESOI (Centre de Recherche sur les sociétés de l’océan Indien, Université de la Réunion), fonctionnaire du ministère de la justice, secrétaire-général de l’association PROTEA ;
- Johann Michel, Professeur de sciences politiques à l’Université de Poitiers, membre de l’Institut universitaire de France ;
- Yoan Phillips, économiste ;
- Philippe Pichot, chef de projet de la Route de l’abolition ;
- Éric Saunier, maître de conférences en histoire de l’Université du Havre, directeur du comité de rédaction de la Revue du Philanthrope.

Par décret en date du 29 mars 2017, sont nommés membres du Comité national pour la mémoire et l’histoire de l’esclavage :
- Sonia Chane-Kune, docteure en géographie politique ;
- Raoul Lucas, universitaire.